# دزوراگیوغ، هادروت
دزوراگیوغ (ارمنی: Ձորագյուղ) یک منطقهٔ مسکونی در جمهوری آرتساخ است که در استان هادروت واقع شده‌است.